# Coenochilus leveillei
Coenochilus leveillei är en skalbaggsart som beskrevs av Nonfried 1891. Coenochilus leveillei ingår i släktet Coenochilus och familjen Cetoniidae. Inga underarter finns listade i Catalogue of Life.